# Frökenfiskar
Frökenfiskar (Pomacentridae) är en stor familj av fiskar med omkring 28 släkten och 360 arter. Medlemmar av släktena Amphiprion och Premnas kallas allmänt för anemonfiskar (clownfiskar är släktet Amphiprion), medan de andra släktena, till exempel Chromis kallas frökenfiskar.
Frökenfiskar lever i alla varma hav på jorden inklusive Medelhavet. Exempelvis är sergeantfisk (Abudefduf saxatilis) mycket vida spridd och återfinns i såväl Indiska oceanen, Stilla havet, Atlanten som Karibiska havet.
De är alla marinlevande och vissa medlemmar besöker bräckt vatten. Frökenfiskar är kända för sina starka revirhävdande instinkter, och sina starka färger, varför ett flertal är vanliga som akvariefiskar. Hos några frökenfiskar får exemplaren under parningstiden starkare färger och de är vid tidpunkten aggressiva.
De flesta arterna lever vid korallrev och de gömmer sig i korallen vid fara. Hos några arter är endast ungarna färgglada medan de vuxna exemplaren är gråa.
De största arterna når en längd upp till 35 cm. Kroppsfärgen är mycket variabel och kan skifta inom en art. De flesta frökenfiskar har en näsborre på varje sida men vissa arter av släktena Chromis och Dascyllus har två näsborrar per sida. Honan lägger de ovala äggen nära havets botten och de bevakas sedan av hannen. Det vetenskapliga namnet är bildat av de grekiska orden poma, -atos (täcke, lock) och kentron (tagg).